# Cyanothemis
Genre
Cyanothemis est un genre d'insectes de la famille des Libellulidae appartenant au sous-ordre des anisoptères dans l'ordre des odonates. Il ne comprend qu'une seule espèce : Cyanothemis simpsoni. L'espèce est présente dans l'ouest de l'Afrique centrale . 

## Espèce du genreCyanothemis
- Cyanothemis simpsoni Ris, 1915